# Wolfsbach (Krebsbach)
Der Wolfsbach ist ein gut 8,2 km langer, linker Zufluss des Krebsbachs im Südharz in den Landkreisen Mansfeld-Südharz in Sachsen-Anhalt und Nordhausen in Thüringen in Deutschland.

## Verlauf
Der Wolfsbach entspringt mehreren Quellen bei Hainfeld, einem Ortsteil der Stadt Südharz in Sachsen-Anhalt. Nun fließt er in dicht Bewaldeter Umgebung in Richtung Süden und nimmt den Haarbach auf, dann erreicht er den Freistaat Thüringen. Das erste von zwei Dörfern am Bachlauf ist Rodishain, wo er sich in zwei Arme aufteilt und die ehemalige Wolfsmühle tangiert. An der alten Wassermühle, die heutzutage eine Gastwirtschaft beherbergt, treibt sein Wasser wie je her ein Mühlrad an. Nach aufnehmen des Ronnebachs durchfließt er Stempeda und mündet im südwestlichen Teil des Dorfes in den Thyra-Zufluss Krebsbach.

## Bildergalerie

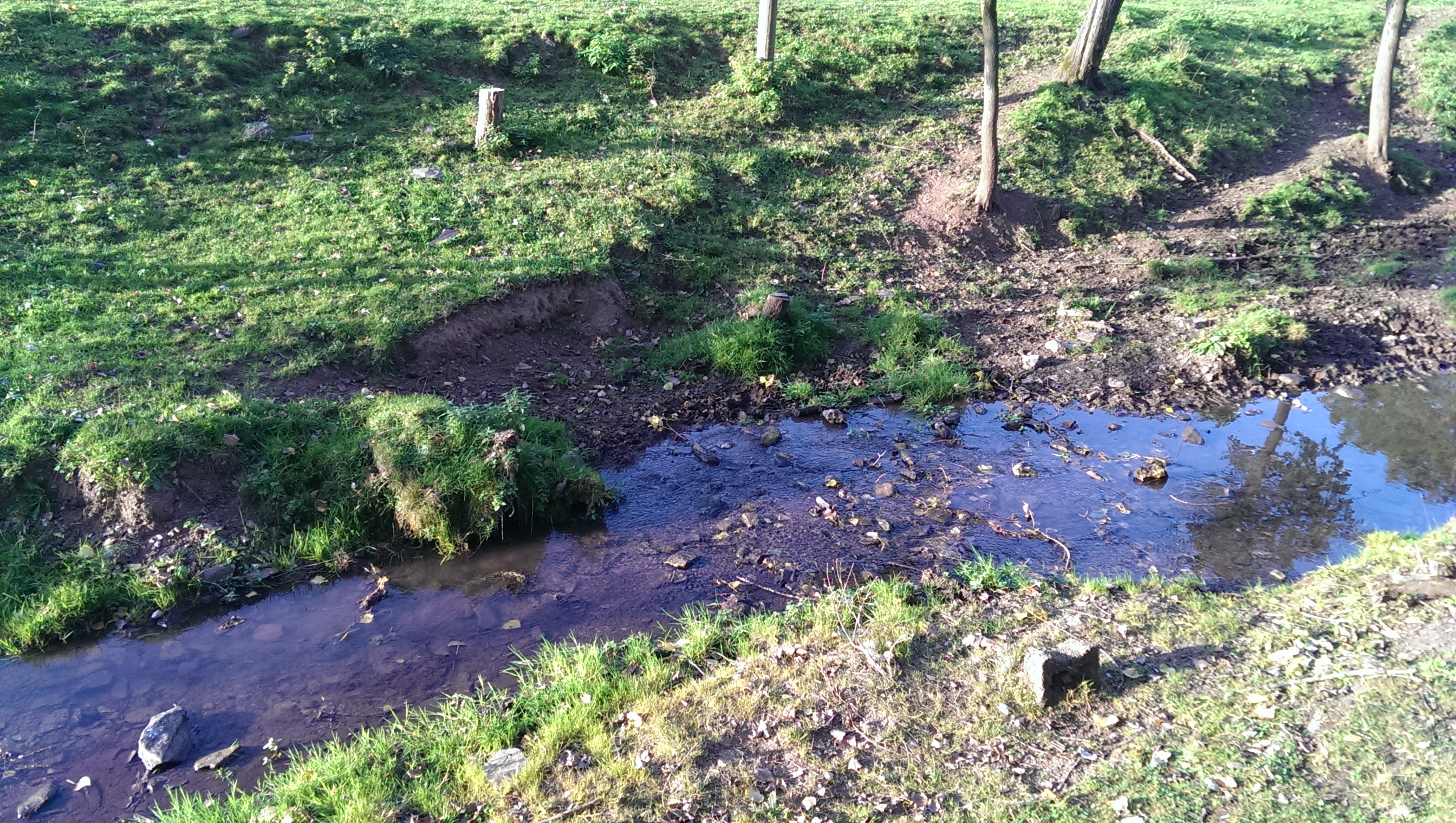
Der Wolfsbach an der Wolfmühle bei Rodishain
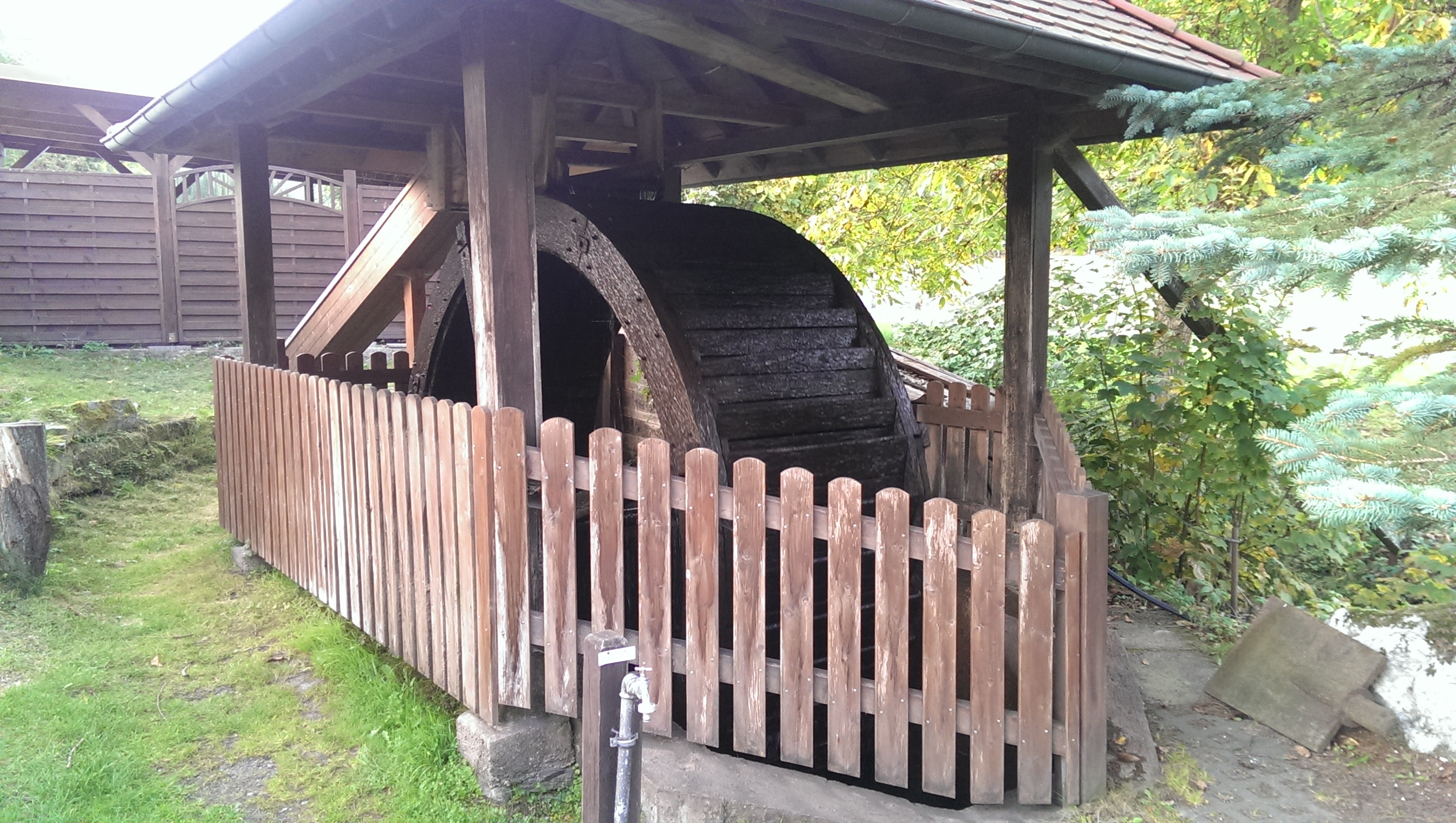
Das Wasser- oder Mühlrad an der Wolfsmühle bei Rodishain
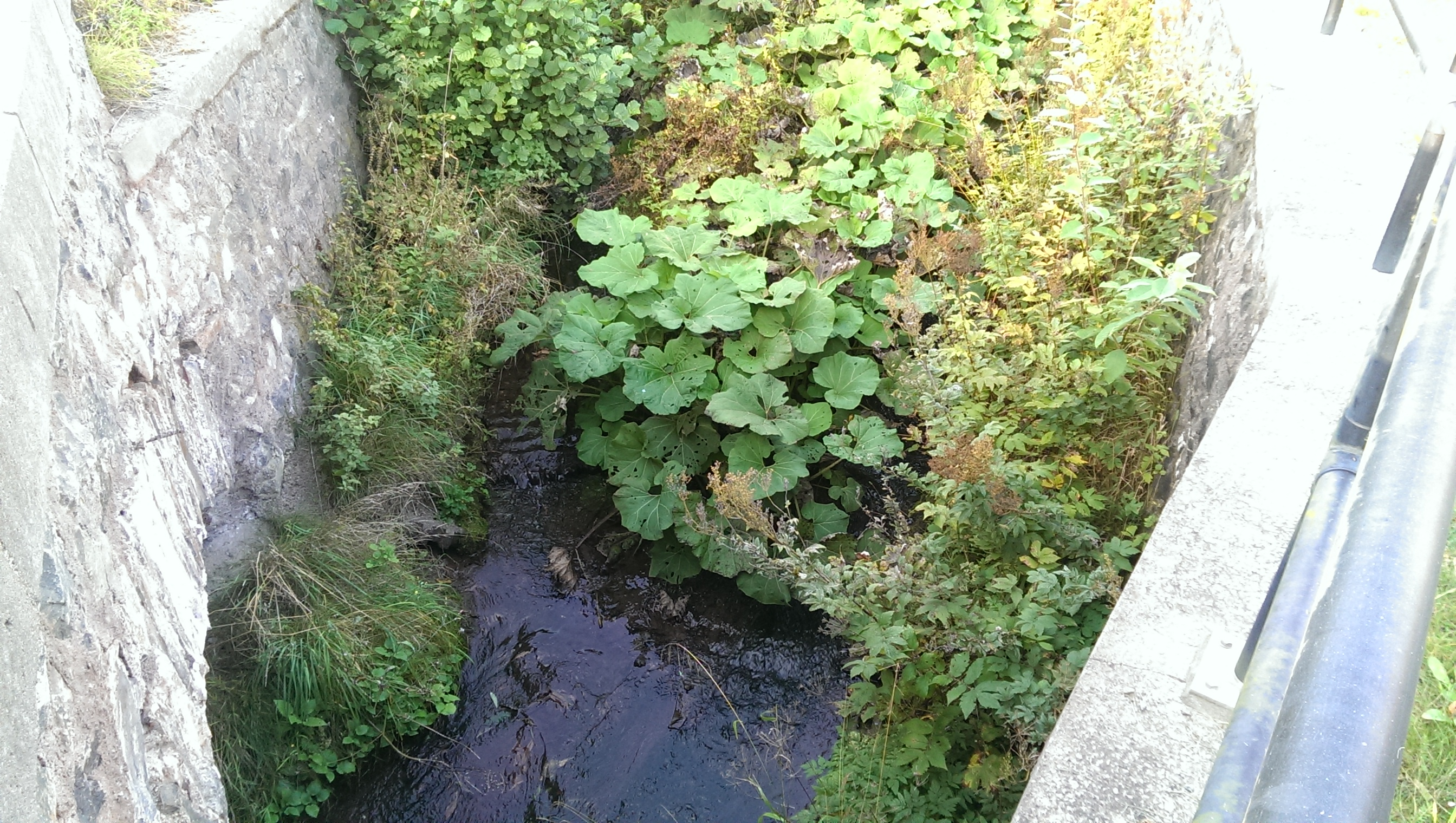
Die zugewachsene Mündung des Ronnebachs (von links) in den Wolfsbach (von oben-rechts)
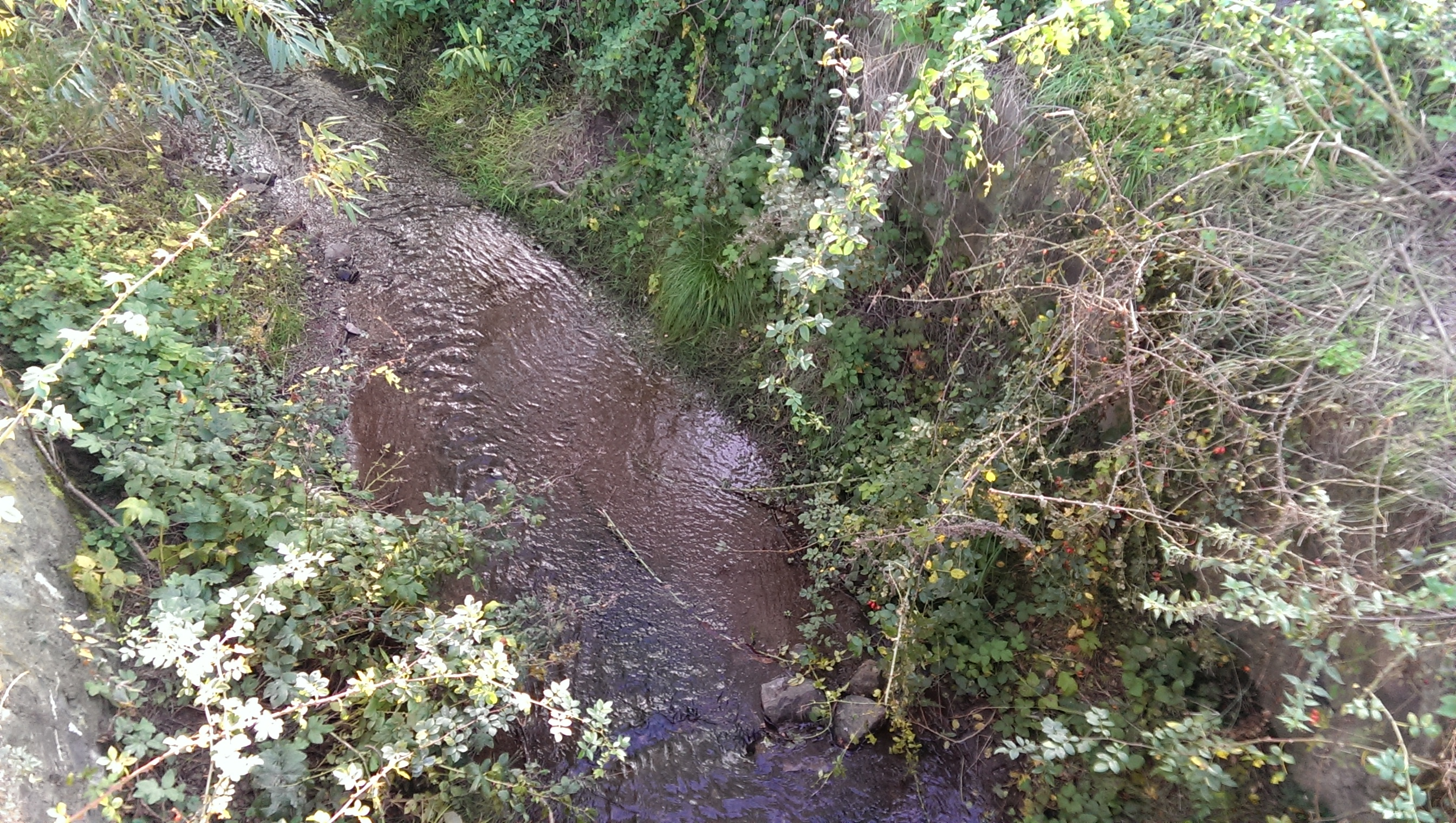
Der Wolfsbach bei Rodishain